# Геязен (фортеця)
Геязен або Геязан (азерб. Göyəzən, Geyazan); (також Гаварзін, Гевразін, Кавазін, Козін) або Гавазан (вірм. Գավազան) — середньовічна фортеця на схилах гори Геязен за 15 км на захід від міста Ґазах (сучасний Азербайджан) і за 1 км на північний захід від села Аббасбейлі, за 1,5 км від річки Воскепар. До нашого часу збереглися залишки фортечних стін і невеликого поселення всередині фортеці.

## Історія
Перша згадка про фортецю в письмових джерелах сягає 1060-х років, коли грузинський цар Баграт IV (1027—1072) напав на Тбілісі, яке в той час перебувало у володінні гянджинського еміра Патлуна. Останнього розгромили війська Іване Орбеляна, захопили в полон і відпустили лише після того, як повернув грузинському царю «…Тпхіс, Гаг та Ковзин…».
1123 року грузинський цар Давид Будівельник (1073—1125) відвоював Гавазан та інші фортеці регіону в сельджуків.
|  | А по осені перейшов у Гегуті, пополювати, упокоївся, управив тамтешнє все. І в березні перейшов у Картлі і взяв місто Дманісі. А в квітні напали на Шабурана, дербентців, і побили курдів, лезгинів і половців дербентця і забрали ширванські фортеці Гасани і Хозаонд і прилеглі до них країни. І вмить піднявся, як орел, і в травні забрав фортеці вірменські: Гаги, Теронакал, Кавазіни, Норбед, Манасгоми і Талінджакар.Оригінальний текст (рос.) А по осени перешел в Гегути, поохотился, упокоился, управил тамошнее все. И в марте перешел в Картли и взял город Дманиси. А в апреле напали на Шабурана, дербент-ца, и побили курдов, лезгин и половцев дербентца и забрали ширванские крепости Гасаны и Хозаонд и прилегающие их страны. И вмиг востек, как орел, и в мае забрал крепости армянские: Гагы, Теронакал, Кавазины, Норбед, Манасгомы и Талинджакар. |

У XIII столітті Гавазан згадується в письмових джерелах, що стосуються навали на Вірменію татаро-монголів на чолі з полководцем Моларом Нуїні.

Наступна згадка належить якомусь Колофосу і припадає на 1436 рік, коли у фортеці знайшли притулок християни, що втекли від набігів татаро-монголів:
|  | Коли ми дійшли до Агстева, монгольські вершники Джагатая напали на нас і пограбували до останнього клаптика одягу, позбавивши нас навіть наших черевиків у цей суворий холод. Потім ми потрапили до фортеці Гавазан , де нам дали трохи одягу, щоб приховати наші голі тіла. Оригінальний текст (вірм.) Եկաք մինչև Աղեստև, հանդիպեցաւ Ջաղաթին իլղարն՝ բազում հեծեալ. և թալանեցին զմեզ ու զամէն քրիստովնեայքն, և մերկեցուցին, որ քան զոտից ամանն այլ իրք չթողին, այլ ձմերան աւուրք և ցուրտ: Այլ եկաք ի Գավազանին բերթն, քրիստովնեայքն ի վերա եկին և ծածկեցին զմեր մերկութիւնն |

## Архітектура

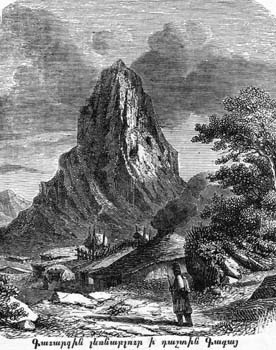
Фортеця Гавазан на листівці початку XX століття

Фортеця була побудована на 400 метровій височині, на її північно-східній частині і відносно навколишнього ландшафту має переважне розташування. Збереглися залишки цитаделі і невеликого поселення всередині фортеці. У 1960—1961 роках територію пам'ятника обстежено експедицією Академії Наук Вірменської РСР. Розміри цитаделі становлять 140 x 40 метрів. Гавазан споруджений з жовтого вапняку, укріплений сімома напівкруглими вежами, тільки збережена висота яких становить від 4 до 7 метрів. Вхід розташований з заходу. Оточене фортечними стінами місто розкинулося на північ від цитаделі на відстані 400 метрів. Стіни цитаделі були зведені з жовтого вапняку і необробленого крупного граніту.
Перший короткий опис Гавазана зробив у першій половині XIX століття С. Джалалянц:
|  | Замок, збудований з каменю одного типу, має високі вежі і знаходиться посередині долини. Він має водосховища і цілу низку житлових приміщень, які служили притулком у різні періоди. Це досить неприступна фортеця, укріплена земляними валами. Оригінальний текст (вірм.) Է դղեակ ի վեր սեպացեալ միապաղաղ քարամբք. ի գլուխ ունի զո՛չ սակաւ տնատեղիս վասն ապաստանի, այս դղեակ կառուցեալ կայ ի դաշտին Գագայ. որ ունի զմիևեթ ճանապարհ, և այն դժուարագնալի. շրջապատն է ամենևին անմատչելի. ի միոյ կողմանէ միայն ունի զճանապարհ, և այն արուրաձանօք պաշտպանեալ. ի գլուխ ունի զաւազան ջրոյ |

Опис фортеці 1895 року:
|  | На лівому березі річки Воскепар стоїть відокремлена висока сірого кольору фортеця, яка одночасно є дивовижною і страхітливою. У східній частині в давнину були побудовані стіни, з внутрішнього боку яких містяться кімнати і келії, в яких зберігаються запаси води. Ви зможете піднятися на вершину скелі, якщо подолаєте вкрай небезпечний, вузький і зовсім крутий, страшний шлях на північ. Її поверхню складає рівнина … Ця частина і відома, як оплот Гавазана. На західній частині скелі можна побачити великі щілини, за якими знаходиться печера досить великих розмірів, але нині[коли?] немає дороги, що веде туди. Знову і знову орли знаходять гнилі шматки килимів у цих печерах і кидають їх униз. Оригінальний текст (вірм.) Ոսկեպար կամ Ջողազ վտակի ձախ կողմում արձանացած է մի բարձր, միապաղաղ, գորշագոյն, զարմանալի եւ միանգամայն ահարկու ժայռ, որի արեւելեան ստորոտով շինած են հնուց պարիսպ, որի ներսի կողմում կան սենեակներ եւ խուցեր, որոնցից միոյն մէջ կայ ջրհոր եւ ջուր: Ժայռիս գագաթն բարձրանալու համար կայ միայն մի դժուարատար, սոսկալի, նեղ, չափազանց զառիվեր եւ միանգամայն վտանգաւոր կածան հիւսիսային կողմից: Գագաթն համարեա թէ հարթակ է մօտ երկու կալաչափ...: Ահա այս է Գաւարզին բերդ հռչակուածն, որի վերայ երկու տեղ շինուած է վիմափոր ջրաւազան, ջուրն բերուած է յիշեալ ջրհորիցն: Ժայռիս արեւմտեան կողմում, բաւական բարձր երեւում է մի մեծ ծակ, որի ետև, ասում են կայ մի մեծագոյն քարայր, որի ճանապարհն անյայտացած է այժմ: Երբեմն-երբեմն արծիւներն այրիցս հանում են գորգի եւ կարպետի փտած կտորներ եւ ձգում վար |